# Mandeville (Eure)
Mandeville é uma comuna francesa na região administrativa da Normandia, no departamento de Eure. Estende-se por uma área de 3,04 km². Em 2010 a comuna tinha 325 habitantes (densidade: 106,9 hab./km²).